# Cheilopogon heterurus
El pez volador mediterráneo, pez volador de ala lunada o juriola es la especie Cheilopogon heterurus, un pez marino de la familia exocétidos, distribuida por aguas tropicales y templadas del norte del océano Atlántico desde Noruega a Marruecos y por el oeste del mar Mediterráneo, aunque sus largas migraciones le han llevado hasta las islas Bermudas, el océano Índico y aguas subtropicales del océano Pacífico.

## Importancia para el hombre
Este pez volador no suele explotarse comercialmente aunque es muy bueno para comer y tiene un precio intermedio, por lo que presenta un interés potencial de cara al futuro.

## Anatomía
Con el cuerpo característico de los peces voladores de la familia, se ha descrito una captura de 40 cm, aunque la longitud máxima normal es de unos 15 cm.

## Hábitat y biología
Habitan las aguas marinas subtropicales y templadas pelágicas-neríticas, donde se comporta de tipo oceanódromo. Puede volar por el aire largas distancias, se piensa que este comportamiento es un medio para escapar del peligro. Se ha visto que desova durante el verano en aguas italianas, depositando las huevas con filamentos sobre toda la superficie.

## Antiguas subespecies
Antes se consideraban tres subespecies, hoy separadas en especies distintas:
- Cheilopogon heterurus doederleini (Steindachner, 1887) aceptada como Cheilopogon doederleinii (Steindachner, 1887)
- Cheilopogon heterurus heterurus (Rafinesque, 1810) aceptada como Cheilopogon heterurus (Rafinesque, 1810)
- Cheilopogon heterurus hubbsi (Parin, 1961) aceptada como Cheilopogon hubbsi (Parin, 1961)